# Rhesalistis rotundata
Rhesalistis rotundata är en fjärilsart som beskrevs av Rothschild 1916. Rhesalistis rotundata ingår i släktet Rhesalistis och familjen nattflyn. Inga underarter finns listade.